# مروى لود
مروى لاود واسمها الحقيقي مروى أوتامغات (من مواليد 12 ديسمبر 1996) في ستراسبورغ هي مغنية بوب وآر أند بي معاصر فرنسية من أصول مغربية ينحدر والديها من مدينة بني ملال وهي تنشط في فرنسا.
في عام 2017، وقعت على شركة الإنتاج الموسيقي Purple Money التابعة لمغني الراب المغربي الفرنسي لارتيست. لتحصد النجاح من خلال أغان حققت أعلى نسب مشاهدة على يوتيوب مثل Mi Corazón وBillet وFallait pas وAllez les gros و Oh la folle.

## وصلات خارجية
- مروى لود على موقع IMDb (الإنجليزية)
- مروى لود على موقع ميوزك برينز (الإنجليزية)
- مروى لود على موقع أول ميوزيك (الإنجليزية)
- مروى لود على موقع ديسكوغز (الإنجليزية)